# Коротеев, Денис Геннадьевич
Денис Геннадьевич Коротеев (род. 9 декабря 1983, Воскресенск, Московская область) — российский хоккеист, нападающий. Тренер.

## Биография
Родился 9 декабря 1983 года в городе Воскресенске Московской области. Сын заслуженного тренера России Геннадия Коротеева, директора ДЮСШ г. Воскресенска.
Выступал за ряд клубов высшей лиги. В 365 играх чемпионата и 22 играх плей-офф набрал 129 очков по системе «гол+пас». В КХЛ в составе «Химика» в 47 играх набрал 7 очков.
В составе ХК «Рязань» провёл 134 игры, набрав 83 (37+46) очка.
В сезоне 2015/16 перешёл из воронежского «Бурана» в курганское «Зауралье».
До 4 октября 2018 года играл за клуб «Рязань»
С 2019 по 2024 год — тренер клуба «Химик». 2 мая 2024 года вошёл в тренерский штаб Игоря Гришина в петербургском «Динамо».